# أغاسيزورن
أغاسيزورن (بالإنجليزية: Agassizhorn)‏ هو أحد جبال سلسلة جبال الألب البرنية وجزء من القمة الأم فينستيرارون يقع في كانتون برن وكانتون فاليز، سويسرا. يبلغ ارتفاع الجبل حوالي 3946 متر، بينما يبلغ ارتفاع نتوء الجبل 199 متر.